# 30882 Tomhenning
30882 Tomhenning este un asteroid din centura principală de asteroizi.

## Descriere
30882 Tomhenning este un asteroid din centura principală de asteroizi. A fost descoperit pe 21 septembrie 1992 la Tautenburg de Lutz Dieter Schmadel și Freimut Börngen. Asteroidul prezintă o orbită caracterizată de o semiaxă mare de 2,60 ua, o excentricitate de 0,16 și o înclinație de 13,1° în raport cu ecliptica.